# Slam dunk
Pour les articles homonymes, voir Slam dunk (homonymie).
 (octobre 2020).
Si vous disposez d'ouvrages ou d'articles de référence ou si vous connaissez des sites web de qualité traitant du thème abordé ici, merci de compléter l'article en donnant les références utiles à sa vérifiabilité et en les liant à la section « Notes et références ».

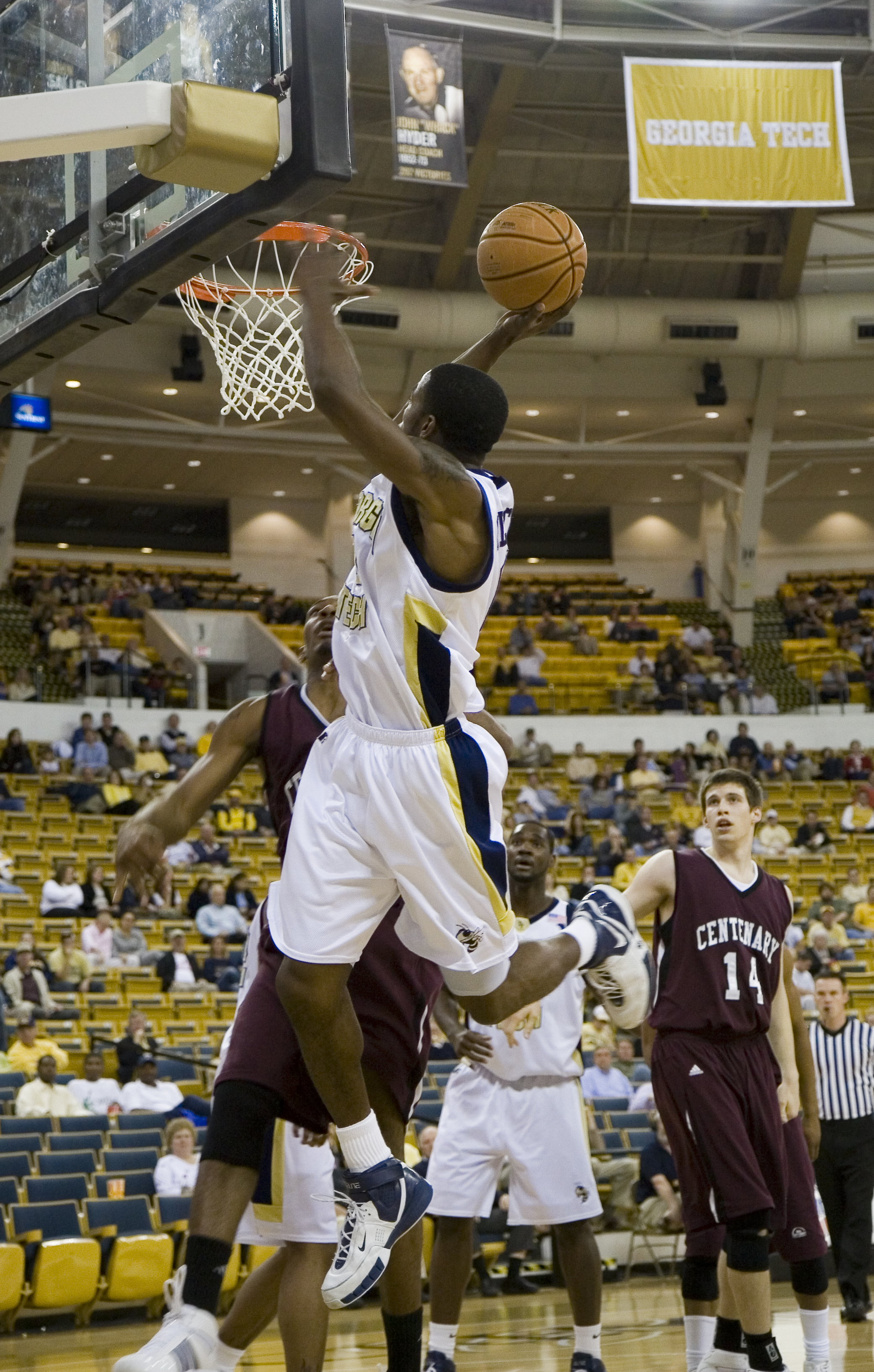
Joueur de basket-ball réalisant un dunk

Le slam dunk ou smash, plus couramment appelé dunk, est une action de jeu au basket-ball qui consiste à marquer en projetant le ballon dans l'arceau, à une ou deux mains. Le dunk est une des manières les plus spectaculaires de marquer un panier.
Le premier dunk en match officiel a été réalisé par Joe Fortenberry, en 1936, lors des Jeux olympiques de Berlin.

## Étymologie
Dunk est un terme anglais et c'est une onomatopée pour désigner le bruit d'un smash. Le mot a été inventé par Chick Hearn, commentateur des Lakers de Los Angeles. Dans d'autres sports (tennis, volley-ball...), on parle de smash pour un type d'action similaire au dunk.

## Description
Un dunk vaut deux points, comme un panier normal, mais c'est une action qui décourage l'adversaire et est très difficile à réaliser, pour plusieurs raisons :
- la hauteur règlementaire des paniers de basket-ball étant de 3,05 m, il faut une bonne détente pour parvenir à atteindre le panier de cette manière, surtout pour les meneurs de petite taille ;

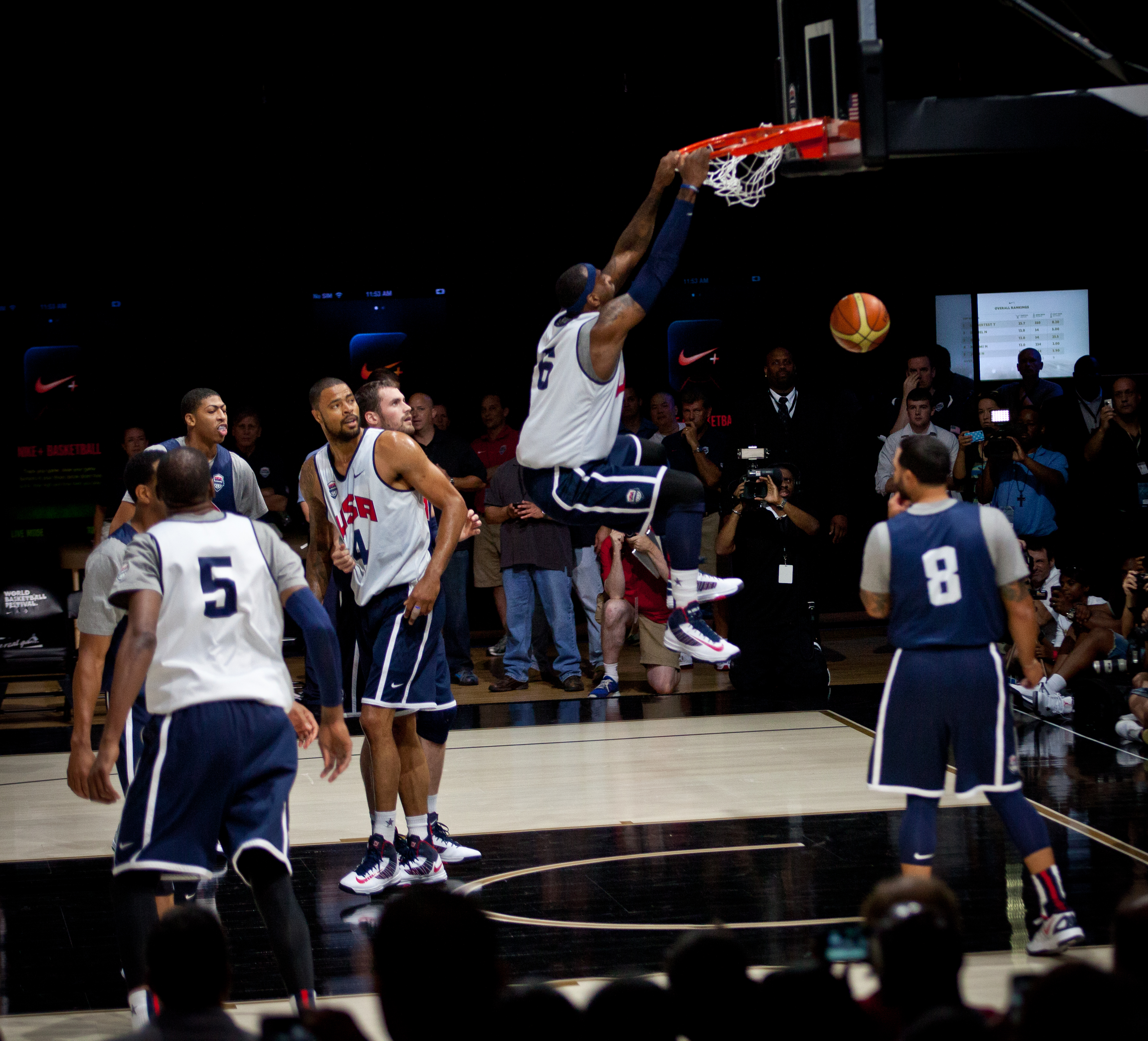
LeBron James à l'entraînement en 2012.

- LeBron James à l'entraînement en 2012.en situation d'attaque, il est généralement très dur de s'approcher du panier adverse à cause des défenseurs ; de ce fait, dunker (réaliser un dunk) représente un moyen de démoraliser l'équipe adverse, et en particulier celui qui défend sur le dunkeur.

En revanche, il est assez fréquent qu'à haut niveau une contre-attaque amenée par une interception se termine par un dunk, le porteur du ballon pouvant attaquer le panier sans contestation possible des défenseurs qui n'ont pas eu le temps de se replier.
Bien qu'étant l'une des actions préférées du grand public, et l'une des actions les plus représentées dans les « Top 10 » (clips présentant les 10 actions les plus spectaculaires), de nombreux joueurs capables de dunker s'abstiennent de le faire en match, même sans opposition : le dunk demande des ressources physiques (en particulier une impulsion suffisante pour atteindre le panier) que certains joueurs préfèrent préserver pour les autres compartiments du jeu.
La NCAA interdit le dunk de 1967 à 1976. Le 29 mars 1967, il est décidé d’interdire le dunk au niveau universitaire et lycéen officiellement pour « garantir la sécurité des joueurs » mais aussi pour réduire la domination de Lew Alcindor.
Parmi les dunkeurs les plus célèbres, figurent, entre autres, Julius « Dr. J » Erving (qui fut un des premiers à populariser ce geste), Wilt Chamberlain, Michael Jordan, Vince Carter, Clyde Drexler, Shawn Kemp et Dominique Wilkins. Ces joueurs sont ou étaient d'autant plus à leur aise en NBA, qu'aux États-Unis la culture du basket est particulièrement axée sur le spectacle (le show) et que les gestes comme le dunk y sont courants.
Les pivots, comme Shaquille O'Neal, ou Dwight Howard en 2009, sont souvent les joueurs qui réalisent le plus de dunks sur une saison, étant plus près du panier, étant grands et puissants généralement, ils ont donc plus d'occasions et de facilités à dunker que les arrières, mais contrairement à ces derniers, leurs dunks sont souvent dénués d'agilité et de beaux gestes, leurs dunks sont souvent tout en puissance. Shaquille O'Neal est célèbre pour avoir cassé beaucoup de paniers durant sa carrière à cause de ses dunks surpuissants.

### Dunks célèbres
Certaines actions rentrées dans la mémoire collective comme le dunk de John Starks (Knicks de New York) sur la tête d'Horace Grant et Michael Jordan au Madison Square Garden face aux Bulls de Chicago : « Le bruit était assourdissant », se souvient John Starks. « Les gens étaient fous, complètement fous et mes coéquipiers étaient en extase. Patrick et Charles Oakley m’ont frappé sur le torse. Si cela avait eu lieu à Chicago, cela aurait été une simple action. Le fait que cela arrive au Garden la rend unique ». Les Knicks remportent la rencontre mais perdront la série.
Le concours de dunk du NBA All-Star Game 1988 est fameux pour son opposition entre Michael Jordan, qui s'impose devant son public au Chicago Stadium et Dominique Wilkins.
Le dunk réalisé par Victor Wembanyama le 31 décembre 2023 face aux Celtics de Boston est devenu la vidéo la plus regardée sur les réseaux sociaux de la NBA.
`

## Femmes

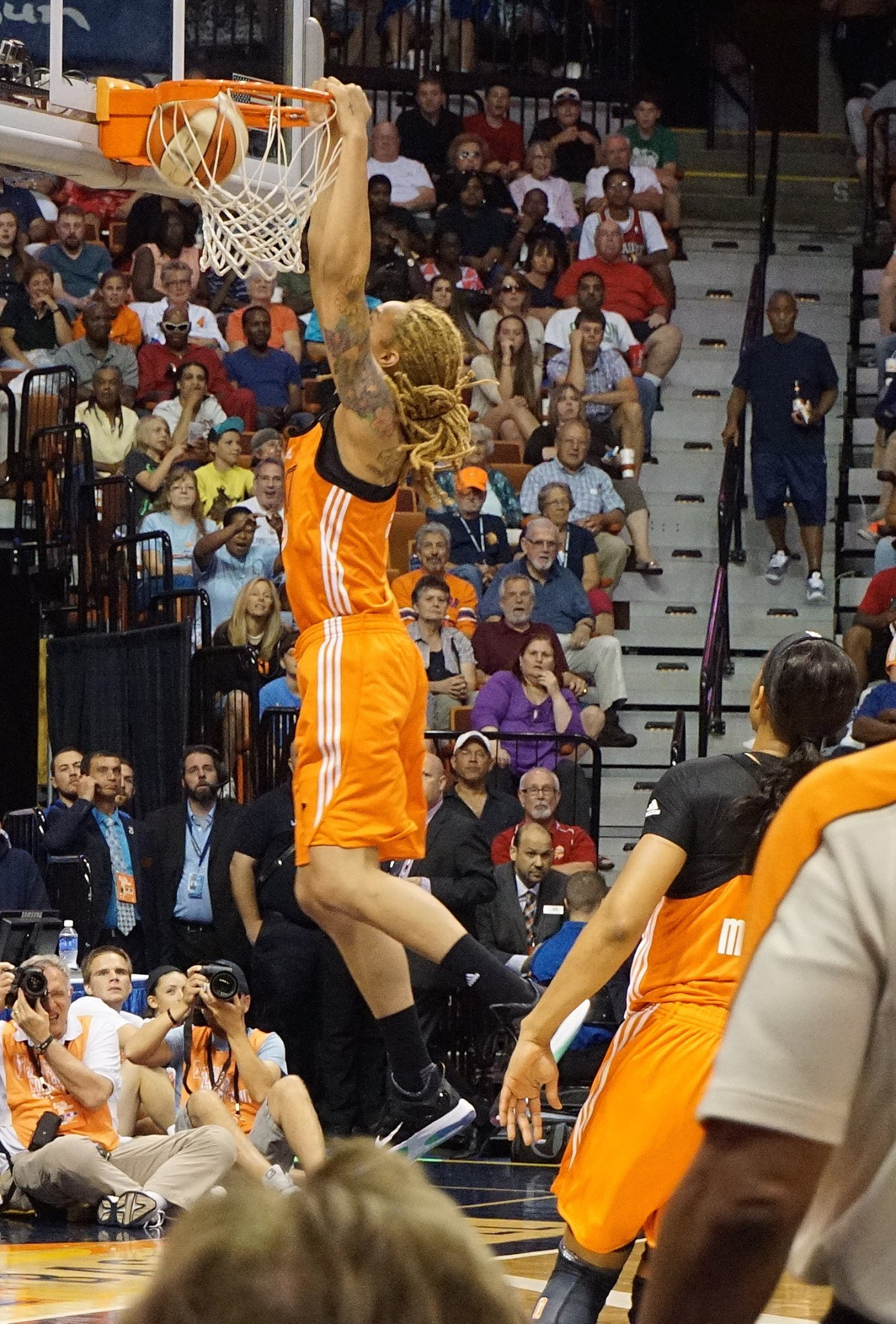
Brittney Griner au dunk.

Le dunk est plus rare dans le basket-ball féminin. Georgeann Wells, de l'Université de Virginie-Occidentale, est la première femme à dunker en match NCAA face à l'Université de Charleston le 21 décembre 1984.
Candace Parker réussit le 19 mars 2006 le premier dunk lors d'un tournoi final NCAA. Durant le même match, elle réalise un deuxième dunk, fait qui n'avait pas encore réalisé par une femme lors d'un match NCAA.
Brittney Griner en réalise plusieurs avec Baylor dès son année freshman et même deux lors d'une même rencontre le 2 janvier 2010, devenant la seconde femme à réaliser cet exploit dans une même rencontre universitaire, puis en mars 2013 trois dunks dans la même rencontre lors de son années senior. Au All-Star Game chinois début 2014, elle réussit quatre dunks dans la victoire (107-95) de l'équipe Sud.
En WNBA, on dénombre fin 2016 un total de 17 dunks. Le premier est de Lisa Leslie (Sparks de Los Angeles) le 30 juillet 2002 contre le Sol de Miami, suivi de son second le 9 juillet 2005. Les autres réalisatrices sont Michelle Snow, Candace Parker (deux fois) et Sylvia Fowles. Pour sa première rencontre en mai 2013, Brittney Griner inscrit deux dunks et porte son total à 11 fin 2016.
Sylvia Fowles est la première femme à réaliser un dunk lors d'une rencontre d'Euroligue en novembre 2008 avec le Spartak Moscou contre Famila Schio.
Sous le maillot de l'équipe d'Australie, Liz Cambage devient la première joueuse à dunker aux Jeux olympiques à Londres le 3 août 2012 contre la Russie.
Le 27 septembre 2014, Brittney Griner inscrit le premier dunk recensé d'un championnat du monde féminin lors de la première rencontre des États-Unis face à la Chine. Lors du WNBA All-Star Game 2017 le 22 juillet 2017, Jonquel Jones inscrit un slam dunk à la dernière minute de la rencontre.
En janvier 2017, une lycéenne américaine de 15 ans, Fran Belibi, du lycée Regis Jesuit à Aurora (Colorado) réussit un dunk en match.
Certaines voix comme le coach Geno Auriemma en 2012 et la joueuse Elena Delle Donne en 2016 se montrent favorables à baisser le cercle pour les compétitions féminines afin de rendre le dunk plus fréquent.
Le 30 octobre 2024, Dominique Malonga (18 ans) réussit le premier dunk en match de l'histoire de basket-ball français sous les couleurs de l'ASVEL lors d'une rencontre d'Eurocoupe face à Limassol.

## En dehors des matchs
Il existe de nombreux concours de slam dunk. Ces concours sont les plus souvent intégrés au All-Star Game de chaque ligue. Le concours de dunk le plus connu est certainement celui de la NBA, appelé Slam Dunk Contest, qui a lieu pendant le NBA All-Star Week-end.
Il existe des troupes spécialisées dans le dunk, qui interviennent lors de spectacles ou à la mi-temps de matchs de basket-ball. L'une des plus connues est la Slam Nation avec notamment Kadour Ziani et ses 1,45 m de détente ou encore Abdoulaye Bamba dont certains dunks ont été repris par des participants au Slam Dunk Contest de la NBA (l'enchaînement : roue suivie d'un dunk, a été repris par Michael Finley). En France, il y a les Crazy Dunkers.

## Types de dunks
Certains dunks sont tellement connus qu'il leur a été donné des noms, parmi les plus connus : 
- Poster dunk : n'importe quel dunk, sauf qu'on le fait juste au-dessus d'un adversaire. "Se faire postériser" est très humiliant.
- Reverse : dunk à l'envers, dos au panier.
- Free throw line dunk : dunk où le joueur saute à partir de la ligne de lancer franc.
- Windmill : consiste à faire un cercle avec son bras avant de dunker, à l'instar d'une aile de moulin à vent. Combiné avec un 360 °, par exemple, ce mouvement devient très spectaculaire.
- Throw it down : phrase créée par Bill Walton pour expliquer un dunk d'une force incroyable sur un adversaire.
- Thunder dunk : dunk après une envolée longue durée suivi d'un geste puissant, tel le tonnerre.
- Tomahawk : dunk à une main ou deux mains qui se rabat sur le panier telle une hache, Dominique Wilkins excellait dans ce domaine.
- Rider : inauguré par Orlando Woolridge, lors du premier concours de dunks NBA en 1984, ce geste consiste à sauter, passer le ballon entre ses jambes et dunker, un des dunks les plus impressionnants et les plus appréciés.
- 180° : faire un demi-tour en l'air juste avant le dunk.
- 360° : faire un tour complet sur soi-même et dunker, geste très spectaculaire.
- 720° : réalisé deux fois par Air Up There, faire deux tours sur soi-même avant de dunker. Nécessite une forte détente.
- Super-man dunk : dunk effectué par Dwight Howard lors du NBA All-Star Game qui consiste à lancer le ballon dans le cercle lorsqu'on est au-dessus.Il est aussi appelé « Meteor Jam »

## Dans la culture
- La figure du slam dunk est un élément important de l'intrigue dans Une prière pour Owen de John Irving[22].

### Documentation
- Reyda Seddiki, « Basket Bules », BoDoï, no 19,‎ mai 1999, p. 13.